# Pouy-Loubrin
Pouy-Loubrin est une commune française située dans le sud du département du Gers en région Occitanie. Ses habitants sont appelés les Pouyloubrinois. Sur le plan historique et culturel, la commune est dans le pays d'Astarac, un territoire du sud gersois très vallonné, au sol argileux, qui longe le plateau de Lannemezan.
Exposée à un climat océanique altéré, elle est drainée par le Gers et par divers autres petits cours d'eau. La commune possède un patrimoine naturel remarquable composé d'une zone naturelle d'intérêt écologique, faunistique et floristique.
Pouy-Loubrin est une commune rurale qui compte 84 habitants en 2022, après avoir connu un pic de population de 353 habitants en 1841.  Elle fait partie de l'aire d'attraction d'Auch. Ses habitants sont appelés les Pouy-Loubrinois ou  Pouy-Loubrinoises.

## Géographie

### Localisation

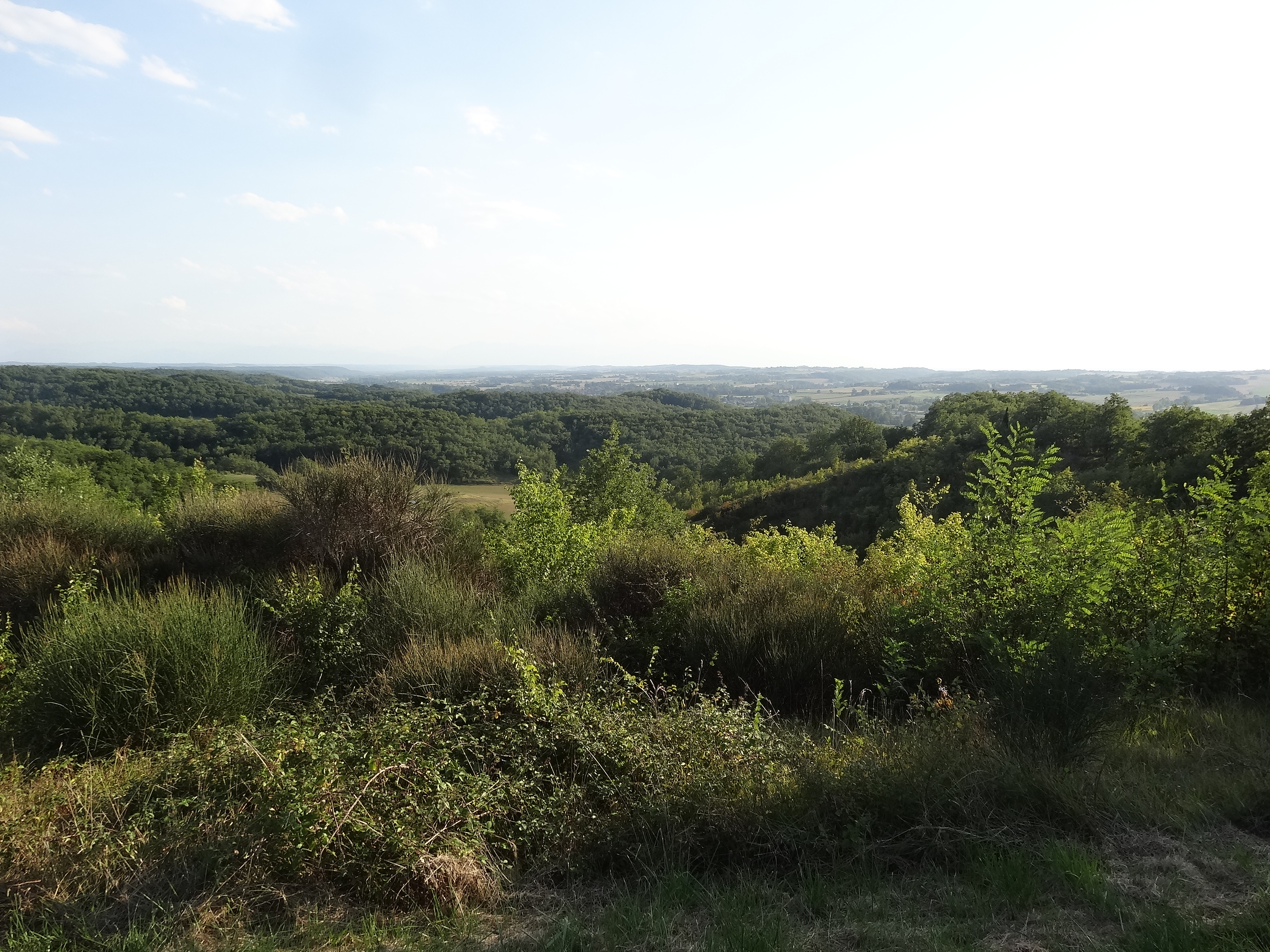
Vue depuis Lamothe.

Pouy-Loubrin est une commune située à 25 km au sud d'Auch et à 5 km à l'est de Seissan, sur des hauteurs entre la rive droite de la vallée du Gers à l'ouest et la rive gauche de la vallée de l'Arrats à l'est.

### Communes limitrophes
Les communes limitrophes sont  Bellegarde, Labarthe, Masseube, Moncorneil-Grazan, Seissan et Tachoires.
|          | Seissan      | Tachoires         |
| Labarthe | Pouy-Loubrin | Moncorneil-Grazan |
|          | Masseube     | Bellegarde        |

### Géologie et relief
Pouy-Loubrin se situe en zone de sismicité 2 (sismicité faible).

### Hydrographie

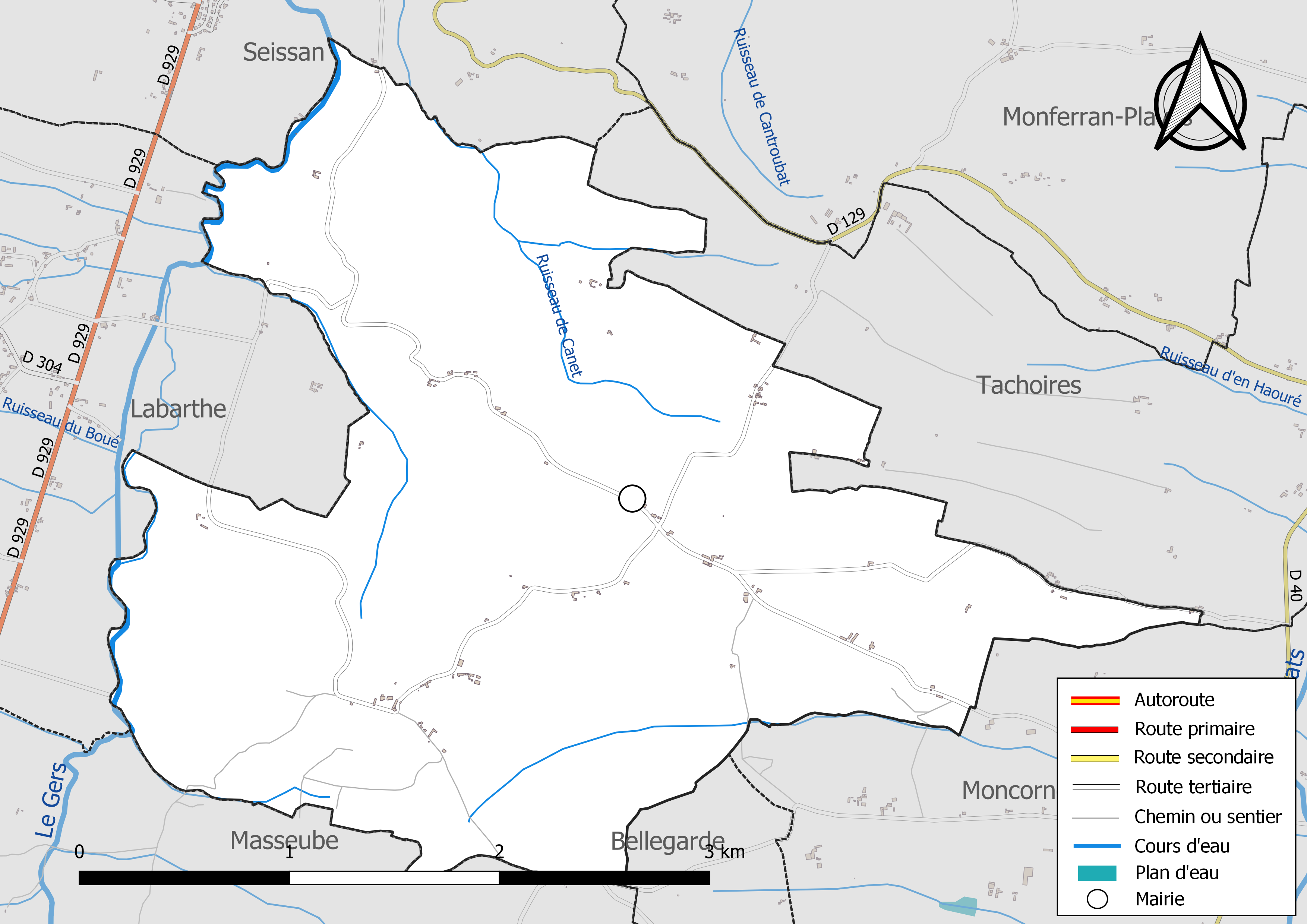
Réseaux hydrographique et routier de Pouy-Loubrin.

La commune est dans le bassin de la Garonne, au sein du bassin hydrographique Adour-Garonne. Elle est drainée par le Gers, un bras du Gers, le ruisseau de Canet et par divers petits cours d'eau, qui constituent un réseau hydrographique de 9 km de longueur totale,.
Le Gers, d'une longueur totale de 175,4 km, prend sa source dans la commune de Lannemezan et s'écoule vers le nord. Il traverse la commune et se jette dans la Garonne à Layrac, après avoir traversé 47 communes.

### Climat
Pour des articles plus généraux, voir Climat de l'Occitanie et Climat du Gers.
En 2010, le climat de la commune est de type climat océanique altéré, selon une étude s'appuyant sur une série de données couvrant la période 1971-2000. En 2020, Météo-France publie une typologie des climats de la France métropolitaine dans laquelle la commune est toujours exposée à un climat océanique altéré et est dans la région climatique Aquitaine, Gascogne, caractérisée par une pluviométrie abondante au printemps, modérée en automne, un faible ensoleillement au printemps, un été chaud (19,5 °C), des vents faibles, des brouillards fréquents en automne et en hiver et des orages fréquents en été (15 à 20 jours).
Pour la période 1971-2000, la température annuelle moyenne est de 12,8 °C, avec une amplitude thermique annuelle de 14,7 °C. Le cumul annuel moyen de précipitations est de 810 mm, avec 10 jours de précipitations en janvier et 6,4 jours en juillet. Pour la période 1991-2020, la température moyenne annuelle observée sur la station météorologique la plus proche, située sur la commune de Mirande à 18 km à vol d'oiseau, est de 13,6 °C et le cumul annuel moyen de précipitations est de 818,5 mm,. Pour l'avenir, les paramètres climatiques de la commune estimés pour 2050 selon différents scénarios d'émission de gaz à effet de serre sont consultables sur un site dédié publié par Météo-France en novembre 2022.

### Milieux naturels et biodiversité

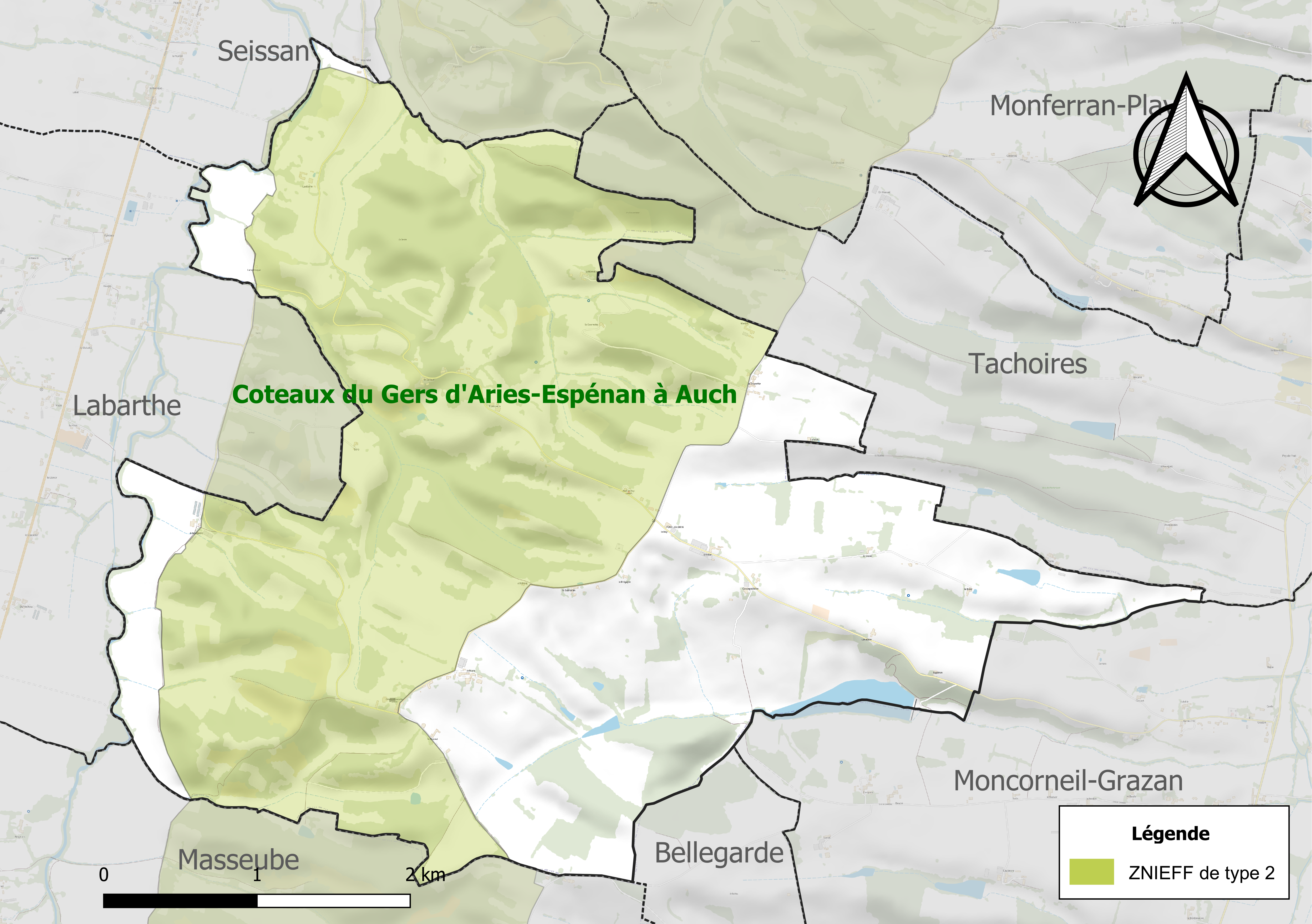
Carte de la ZNIEFF de type 2 localisée sur la commune.

L’inventaire des zones naturelles d'intérêt écologique, faunistique et floristique (ZNIEFF) a pour objectif de réaliser une couverture des zones les plus intéressantes sur le plan écologique, essentiellement dans la perspective d’améliorer la connaissance du patrimoine naturel national et de fournir aux différents décideurs un outil d’aide à la prise en compte de l’environnement dans l’aménagement du territoire.
Une ZNIEFF de type 2 est recensée sur la commune :
les « coteaux du Gers d'Aries-Espénan à Auch » (13 191 ha), couvrant 31 communes dont 28 dans le Gers et trois dans les Hautes-Pyrénées.

## Urbanisme

### Typologie
Au 1er janvier 2024, Pouy-Loubrin est catégorisée commune rurale à habitat très dispersé, selon la nouvelle grille communale de densité à sept niveaux définie par l'Insee en 2022.
Elle est située hors unité urbaine. Par ailleurs la commune fait partie de l'aire d'attraction d'Auch, dont elle est une commune de la couronne,. Cette aire, qui regroupe 112 communes, est catégorisée dans les aires de 50 000 à moins de 200 000 habitants,.

### Occupation des sols
L'occupation des sols de la commune, telle qu'elle ressort de la base de données européenne d’occupation biophysique des sols Corine Land Cover (CLC), est marquée par l'importance des territoires agricoles (69,3 % en 2018), en augmentation par rapport à 1990 (59,2 %). La répartition détaillée en 2018 est la suivante : 
prairies (26,2 %), zones agricoles hétérogènes (21,8 %), terres arables (21,2 %), forêts (17,4 %), milieux à végétation arbustive et/ou herbacée (13,3 %). L'évolution de l’occupation des sols de la commune et de ses infrastructures peut être observée sur les différentes représentations cartographiques du territoire : la carte de Cassini (XVIIIe siècle), la carte d'état-major (1820-1866) et les cartes ou photos aériennes de l'IGN pour la période actuelle (1950 à aujourd'hui).

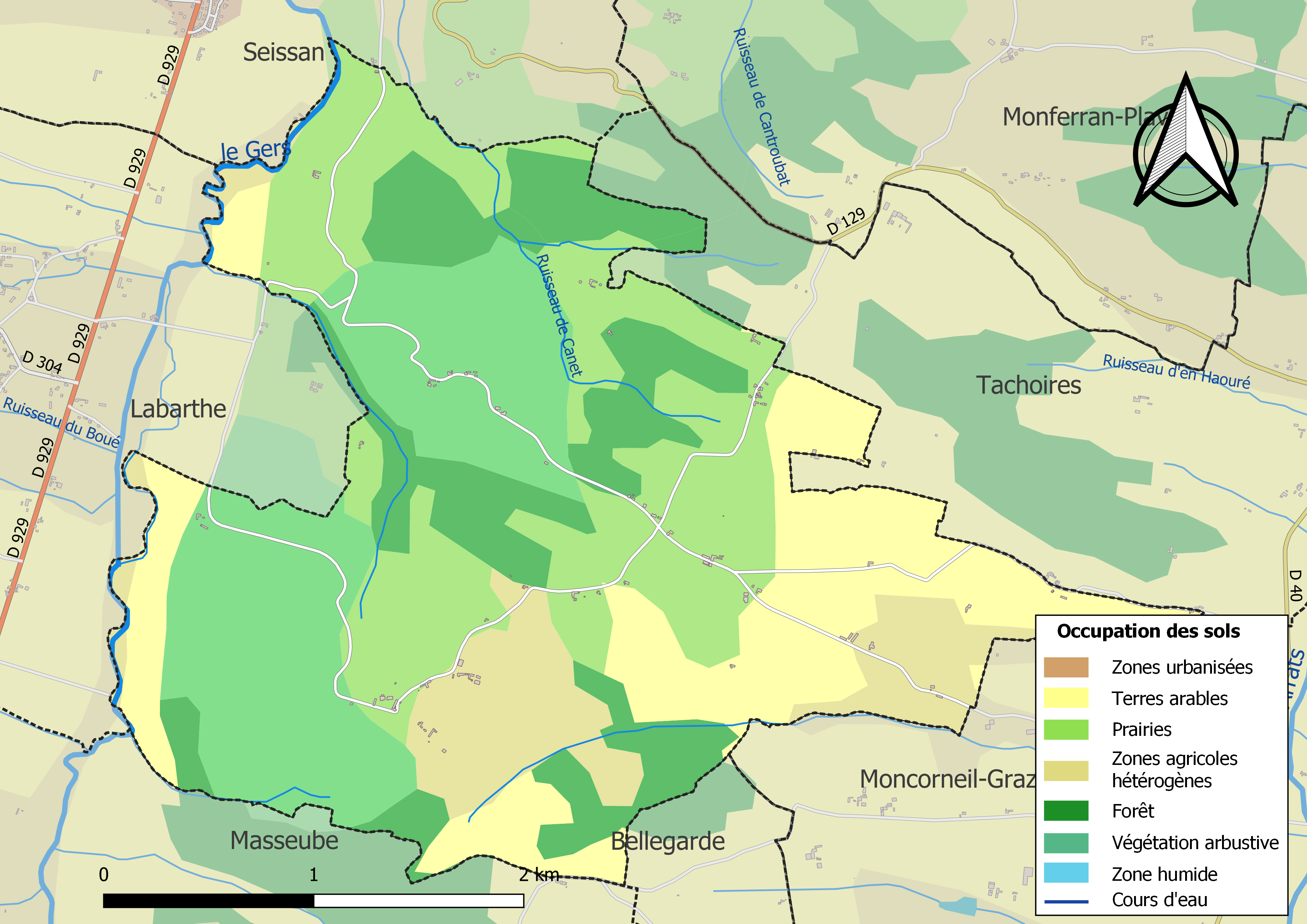
Carte des infrastructures et de l'occupation des sols de la commune en 2018 (CLC).

### Risques majeurs
Le territoire de la commune de Pouy-Loubrin est vulnérable à différents aléas naturels : météorologiques (tempête, orage, neige, grand froid, canicule ou sécheresse), inondations et séisme (sismicité faible). Un site publié par le BRGM permet d'évaluer simplement et rapidement les risques d'un bien localisé soit par son adresse soit par le numéro de sa parcelle.
Certaines parties du territoire communal sont susceptibles d’être affectées par le risque d’inondation par débordement de cours d'eau, notamment le Gers. La cartographie des zones inondables en ex-Midi-Pyrénées réalisée dans le cadre du XIe Contrat de plan État-région, visant à informer les citoyens et les décideurs sur le risque d’inondation, est accessible sur le site de la DREAL Occitanie. La commune a été reconnue en état de catastrophe naturelle au titre des dommages causés par les inondations et coulées de boue survenues en 1999 et 2009,.

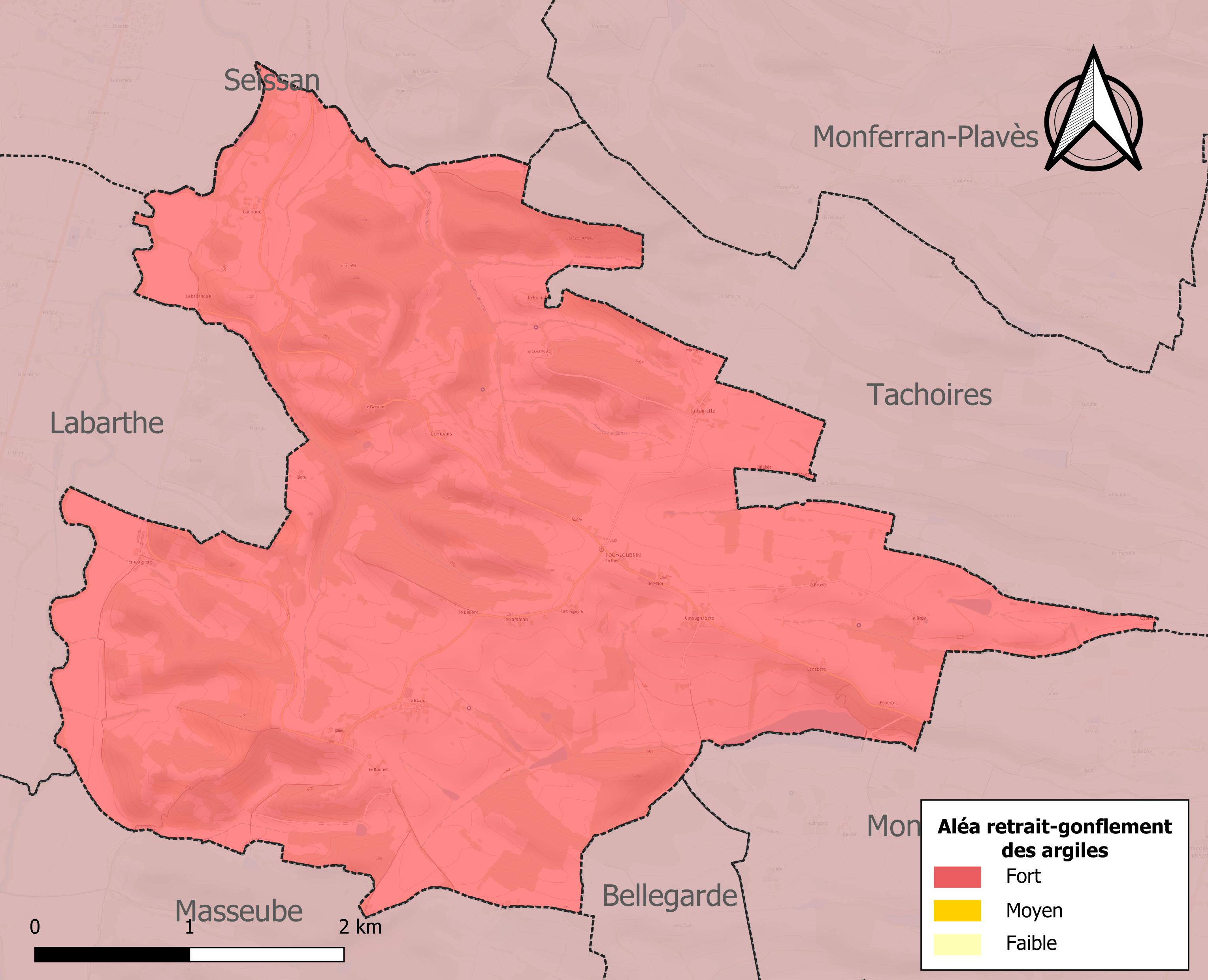
Carte des zones d'aléa retrait-gonflement des sols argileux de Pouy-Loubrin.

Le retrait-gonflement des sols argileux est susceptible d'engendrer des dommages importants aux bâtiments en cas d’alternance de périodes de sécheresse et de pluie. La totalité de la commune est en aléa moyen ou fort (94,5 % au niveau départemental et 48,5 % au niveau national). Sur les 47 bâtiments dénombrés sur la commune en 2019, 47 sont en aléa moyen ou fort, soit 100 %, à comparer aux 93 % au niveau départemental et 54 % au niveau national. Une cartographie de l'exposition du territoire national au retrait gonflement des sols argileux est disponible sur le site du BRGM,.
Par ailleurs, afin de mieux appréhender le risque d’affaissement de terrain, l'inventaire national des cavités souterraines permet de localiser celles situées sur la commune.
Concernant les mouvements de terrains, la commune a été reconnue en état de catastrophe naturelle au titre des dommages causés par la sécheresse en 1989, 2002 et 2011 et par des mouvements de terrain en 1999.

## Toponymie
Le nom composé de Pouy-Loubrin trouve son origine dans le latin podium, désignant une hauteur et ayant évolué en poi en gascon, et dans le latin lupus, désignant le loup.
Les habitants de Pouy-Loubrin sont les Pouyloubrinois.

## Politique et administration

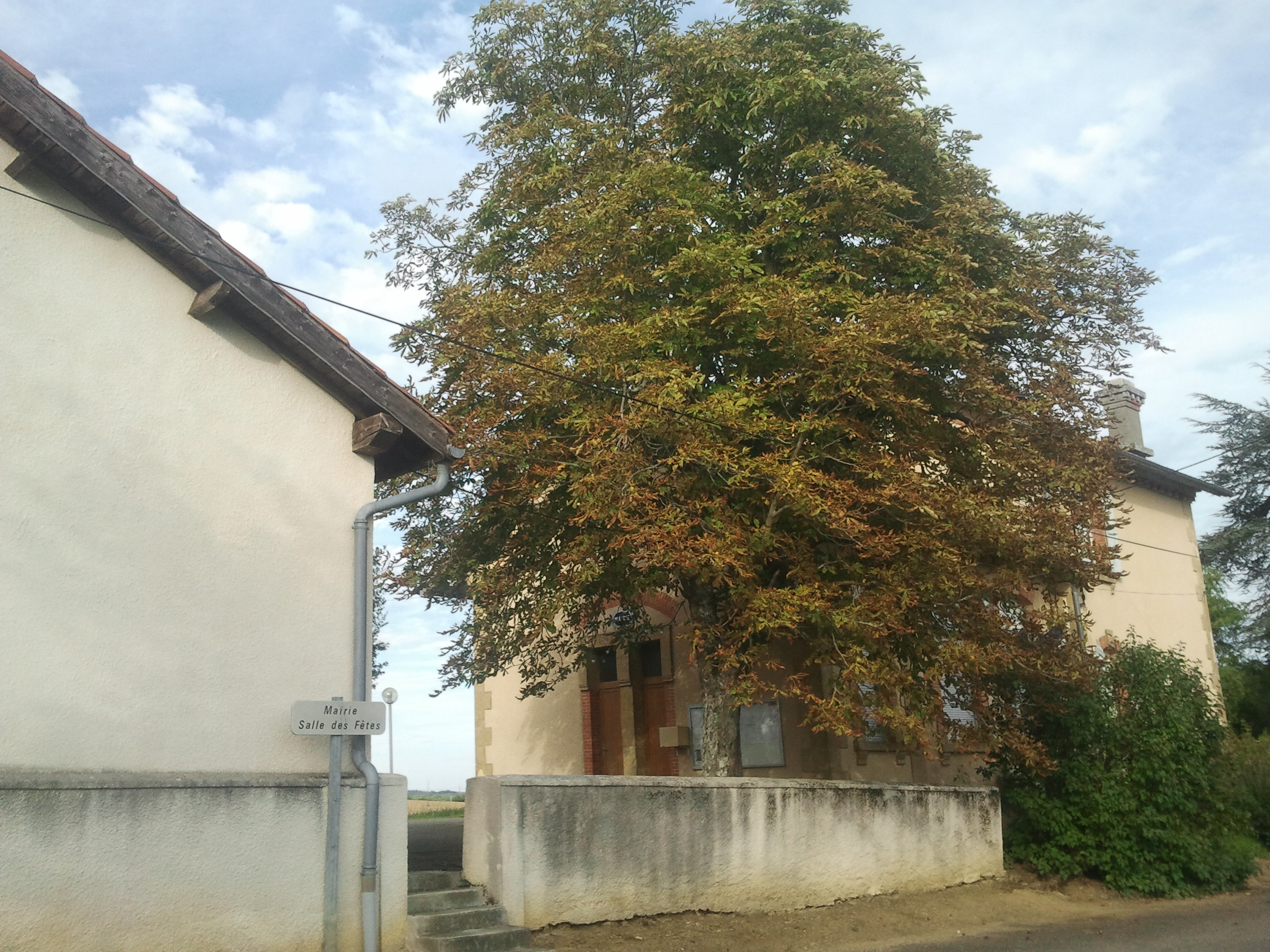
Vue de la mairie depuis la route.

| Période                                  | Période  | Identité         | Étiquette | Qualité       |
| ---------------------------------------- | -------- | ---------------- | --------- | ------------- |
| mars 2001                                | 2014     | Nicolas Bazerque |           |               |
| mars 2014                                | En cours | Philippe Mesnard | DVG       | Fonctionnaire |
| Les données manquantes sont à compléter. |          |                  |           |               |

## Population et société

### Démographie
| 1793 | 1800 | 1806 | 1821 | 1831 | 1841 | 1846 | 1851 | 1856 |
| ---- | ---- | ---- | ---- | ---- | ---- | ---- | ---- | ---- |
| 151  | 167  | 227  | 215  | 201  | 353  | 344  | 301  | 290  |

| 1861 | 1866 | 1872 | 1876 | 1881 | 1886 | 1891 | 1896 | 1901 |
| ---- | ---- | ---- | ---- | ---- | ---- | ---- | ---- | ---- |
| 280  | 273  | 234  | 229  | 242  | 239  | 219  | 198  | 190  |

| 1906 | 1911 | 1921 | 1926 | 1931 | 1936 | 1946 | 1954 | 1962 |
| ---- | ---- | ---- | ---- | ---- | ---- | ---- | ---- | ---- |
| 199  | 196  | 184  | 175  | 177  | 143  | 142  | 132  | 102  |

| 1968 | 1975 | 1982 | 1990 | 1999 | 2005 | 2006 | 2010 | 2015 |
| ---- | ---- | ---- | ---- | ---- | ---- | ---- | ---- | ---- |
| 95   | 88   | 100  | 103  | 91   | 100  | 101  | 106  | 87   |

| 2020 | 2022 | - | - | - | - | - | - | - |
| ---- | ---- | - | - | - | - | - | - | - |
| 85   | 84   | - | - | - | - | - | - | - |

### Manifestations culturelles et festivités
- Fête patronale : dimanche suivant le 21 mai[27].

## Économie

### Emploi
|                | 2008  | 2013   | 2018  |
| -------------- | ----- | ------ | ----- |
| Commune        | 3,7 % | 11,6 % | 9,1 % |
| Département    | 6,1 % | 7,5 %  | 8,2 % |
| France entière | 8,3 % | 10 %   | 10 %  |

En 2018, la population âgée de 15 à 64 ans s'élève à 43 personnes, parmi lesquelles on compte 72,7 % d'actifs (63,6 % ayant un emploi et 9,1 % de chômeurs) et 27,3 % d'inactifs,. En  2018, le taux de chômage communal (au sens du recensement) des 15-64 ans est supérieur à celui du département, mais inférieur à celui de la France, alors qu'il était inférieur à celui du département et de la France en 2008.
La commune fait partie de la couronne de l'aire d'attraction d'Auch, du fait qu'au moins 15 % des actifs travaillent dans le pôle,. Elle compte 8 emplois en 2018, contre 11 en 2013 et 12 en 2008. Le nombre d'actifs ayant un emploi résidant dans la commune est de 28, soit un indicateur de concentration d'emploi de 28,8 % et un taux d'activité parmi les 15 ans ou plus de 41 %.
Sur ces 28 actifs de 15 ans ou plus ayant un emploi, 4 travaillent dans la commune, soit 14 % des habitants. Pour se rendre au travail, 78,6 % des habitants utilisent un véhicule personnel ou de fonction à quatre roues, 3,6 % les transports en commun, 10,7 % s'y rendent en deux-roues, à vélo ou à pied et 7,1 % n'ont pas besoin de transport (travail au domicile).

### Activités hors agriculture
Deux établissements seulement relevant d’une activité hors champ de l’agriculture sont implantés  à Pouy-Loubrin au 31 décembre 2019.

### Agriculture
|               | 1988 | 2000 | 2010 | 2020 |
| ------------- | ---- | ---- | ---- | ---- |
| Exploitations | 17   | 12   | 9    | 9    |
| SAU (ha)      | 565  | 467  | 435  | 491  |

La commune est dans l'Astarac, une petite région agricole englobant tout le Sud du département du Gers, un quart de sa superficie, et correspond au pied de lʼéventail gascon. En 2020, l'orientation technico-économique de l'agriculture  sur la commune est la polyculture et/ou le polyélevage. Neuf exploitations agricoles ayant leur siège dans la commune sont dénombrées lors du recensement agricole de 2020 (17 en 1988). La superficie agricole utilisée est de 491 ha,,.

## Culture locale et patrimoine

### Lieux et monuments

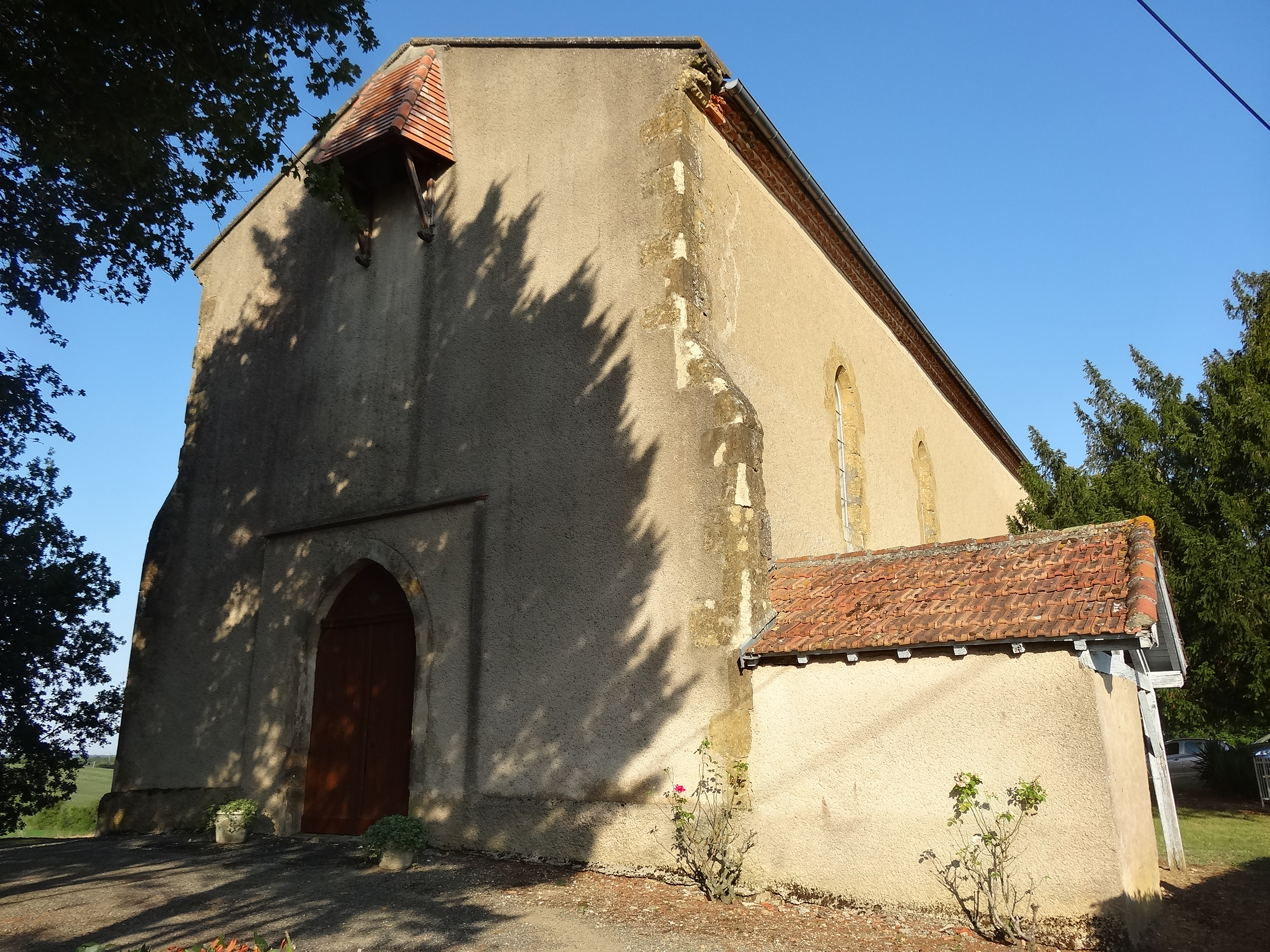
L'église Saint-Germier

Les monuments de Pouy-Loubrin sont les suivants :
- L'église Saint-Germier de Pouy-Loubrin, fortement remaniée dans la seconde moitié du XIXe siècle[31] ;
- L'église Saint-Jean-Baptiste de Lamothe[31] ;
- Le château de Lamothe[31] ;
- La chapelle du château de Lamothe[31] ;
- Motte castrale de Pouy-Loubrin, qui jusqu'au XVIIIe siècle portait l'ancienne église paroissiale (édifice disparu en élévation) ;
- Motte castrale arasée de la Tourette, dont les fossés sont encore visibles ;
- Le moulin d'Artiguedieu ;
- La fontaine de dévotion de Saint-Germier.

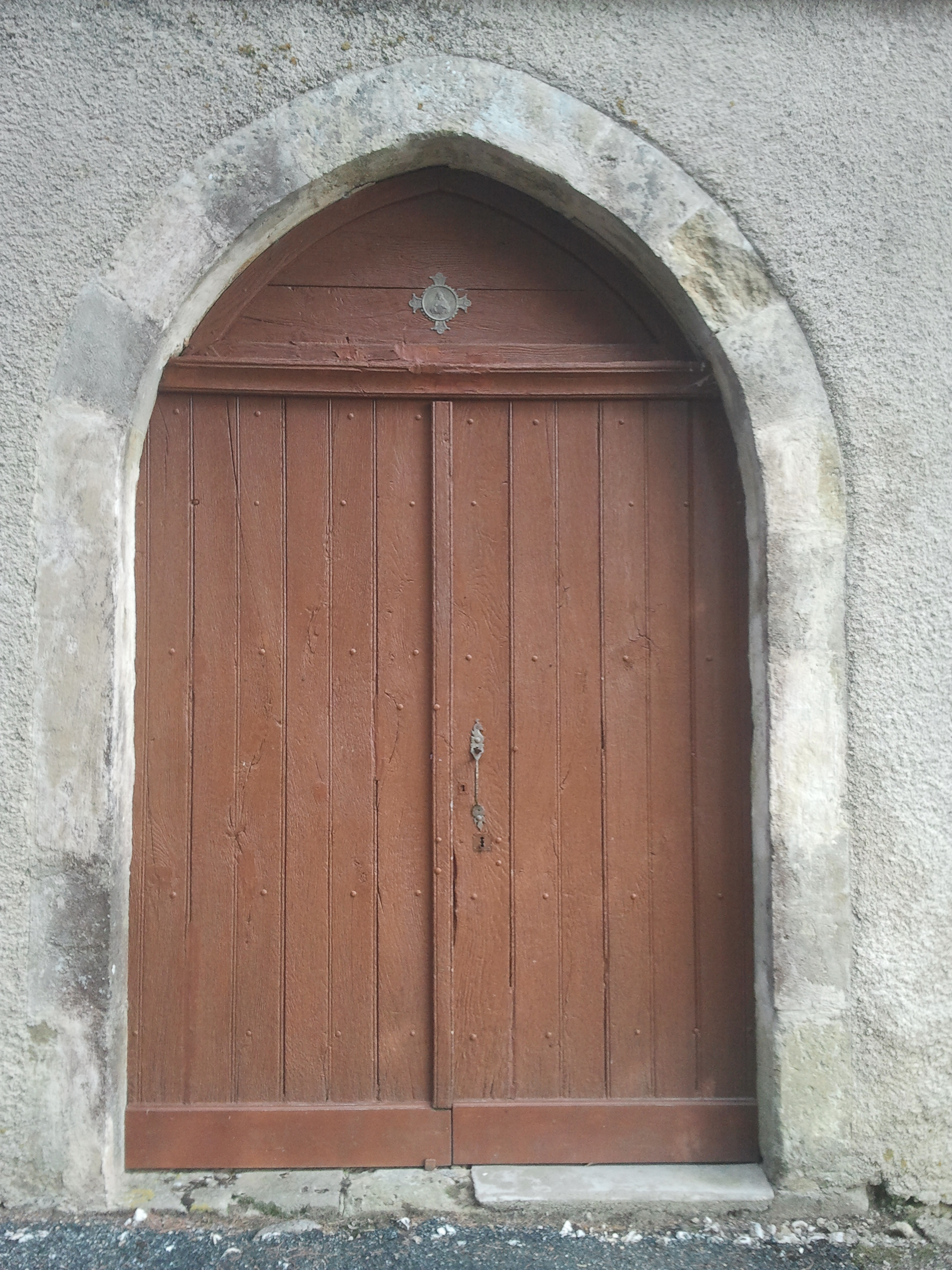
Le portail de l'église Saint-Germier
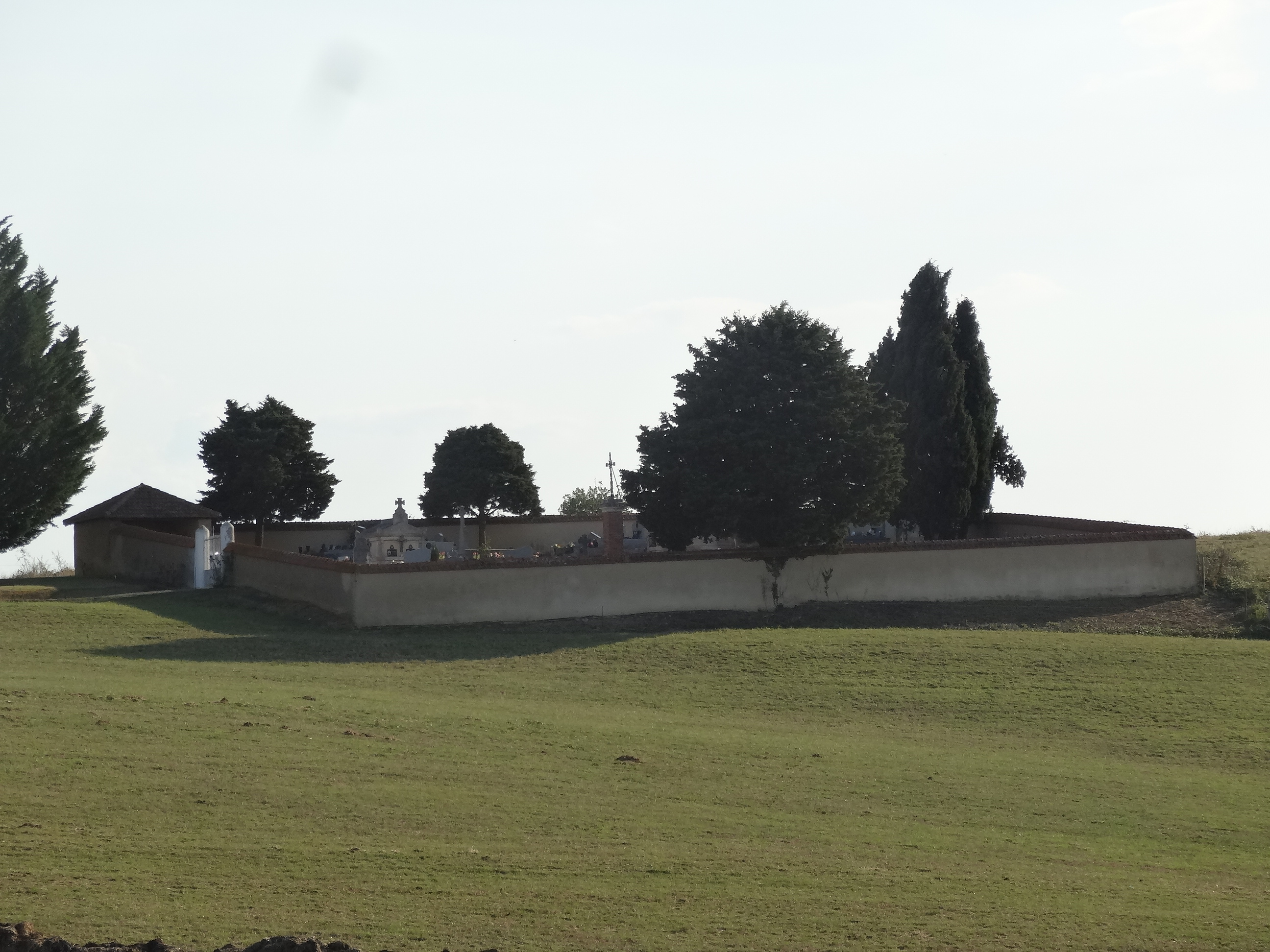
Le cimetière.
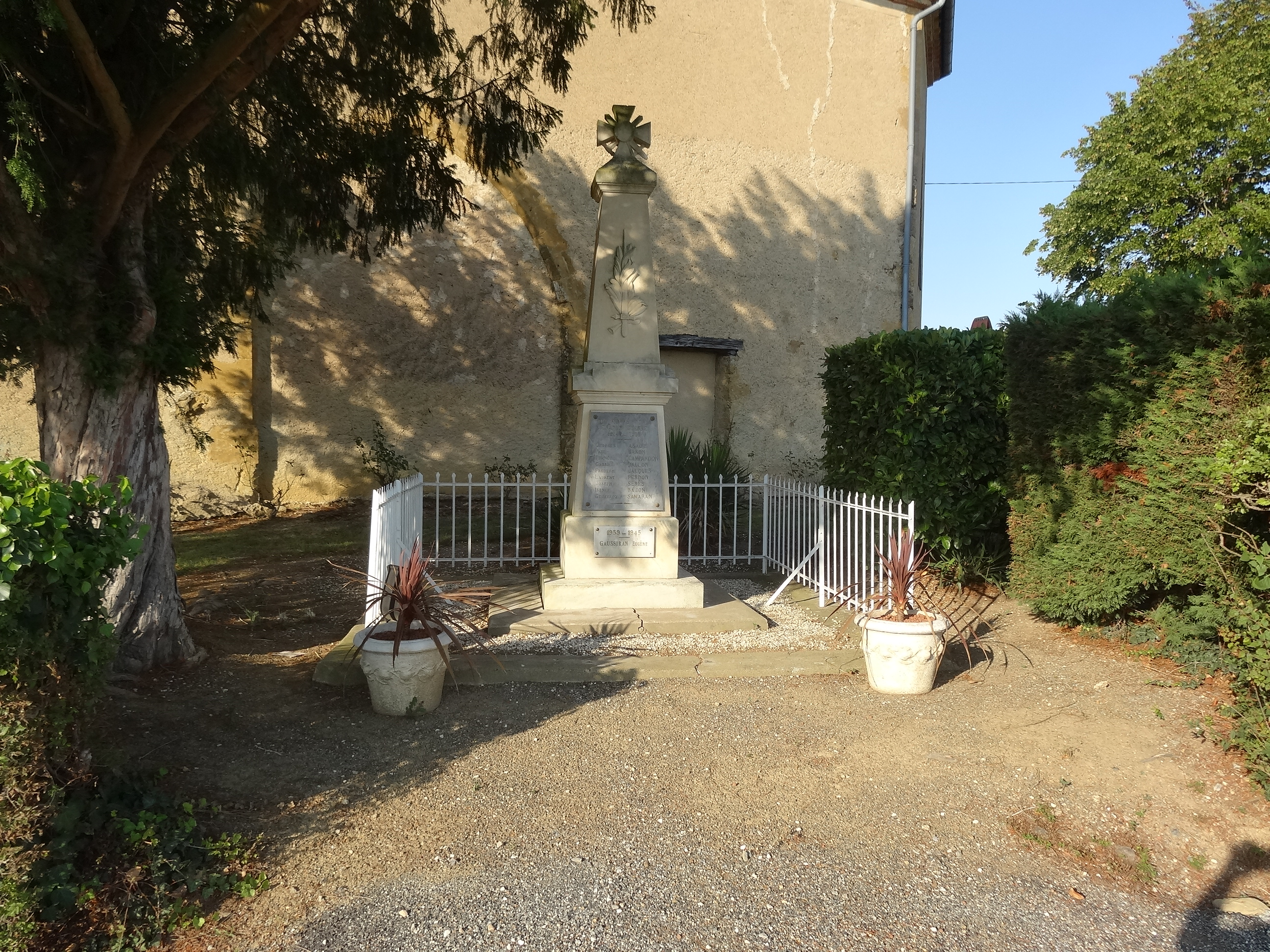
Le monument aux morts.

### Personnalités liées à la commune
- Louis Baron (1612-1662) : poète occitan né à Pouy-Loubrin.

## Héraldique
| Blason de Pouy-Loubrin | Blason  | Tiercé en pairle renversé: au 1 de gueules à un crosseron d'or, au 2 de sinople à une gerbe de blé d'or, au 3 d'argent à deux rencontres de loup de sable, allumés du champ, accompagnés en chef d'une croisette cléchée, vidée et pommetée de douze pièces de gueules . |
| Blason de Pouy-Loubrin | Détails | Créé par JF Binon. Adopté le 4 mars 2021. |